# نانسي ويبر
نانسي ويبر (بالإنجليزية: Nancy Weber)‏ (1942)؛ روائية أمريكية.